# Ángel Masié Ntutumu
Ángel Masié Ntutumu   (Micomeseng, 1930 - Guinea Equatorial, 4 d'octubre de 2020) fou un polític equatoguineà.

## Biografia
Era germà de Miguel Eyegue Ntutumu, vicepresident de Guinea Equatorial entre 1974 i 1976.
Militant del MONALIGE, va ser nomenat Ministre de l'Interior del President Francisco Macías Nguema després de la independència de Guinea Equatorial, exercint el càrrec fins a 1973. A l'any següent va ser nomenat Ministre de Seguretat Nacional, Viceministre de Sanitat i Secretari presidencial. Se'l considera responsable d'alguns episodis repressius a l'Illa de Bioko esdevinguts en 1974. En 1976 va caure en desgràcia i s'exilià a Espanya.
En 1979 va recolzar des de l'exili el Cop de la Llibertat encapçalat per Teodoro Obiang i va tornar al país. En 1981 va ser involucrat en un suposat intent de cop d'estat al costat de Pedro Ekong i Andrés Moisés Mba Ada.
Va ser diputat de la Cambra dels Representants del Poble com a militant del PDGE. Posteriorment va passar a l'oposició i es va unir al partit Unió Popular, formant part del seu Consell Polític Nacional. La seva labor d'opositor li va valer ser detingut en 1991 i 1993.
En 2010 es va integrar novament al PDGE. El seu fill és el polític Ángel Masié Mibuy, actual ministre guineà.